# 兵庫県道341号甲子園尼崎線
兵庫県道341号甲子園尼崎線（ひょうごけんどう341ごう こうしえんあまがさきせん）は、兵庫県西宮市から尼崎市に至る一般県道である。

## 概要
西宮市甲子園九番町から尼崎市西向島町に至る。

### 路線データ
- 起点：西宮市甲子園九番町（甲子園九番町交差点、兵庫県道340号浜甲子園甲子園口停車場線交点、兵庫県道342号甲子園六湛寺線起点）
- 終点：尼崎市西向島町（出屋敷交差点、国道43号交点）
- 総延長：約4.696 km

## 路線状況

### 別名
- 臨港線
- 出屋敷線

### 道路施設

#### 橋梁
- 南武橋（武庫川、西宮市 - 尼崎市）
- 中洲橋（蓬川、尼崎市）

### バス路線
現在は、阪神バスによる、尼崎市内もしくは西宮市内で完結する路線のみ。尼崎市内では尼崎市交通局から引き継いだ路線もあるが、工業地帯のため朝夕中心で昼間時は本数が少ない。一方、西宮市内は武庫川団地や浜甲子園団地、鳴尾浜への路線があり、団地輸送もあるため比較的運行頻度が高い。かつてはほぼ通しの区間を阪神バス西宮尼崎線（臨港線）が運行していたが休止している。

## 地理

### 通過する自治体
- 西宮市
- 尼崎市

### 交差する道路
| 交差する道路                                                      | 市町村名 | 交差する場所 | 交差する場所              |
| ----------------------------------------------------------------- | -------- | ------------ | ------------------------- |
| 兵庫県道340号浜甲子園甲子園口停車場線 兵庫県道342号甲子園六湛寺線 | 西宮市   | 甲子園九番町 | 甲子園九番町交差点 / 起点 |
| 兵庫県道192号尼崎港崇徳院線                                       | 尼崎市   | 元浜町5丁目  | 元浜町交差点              |
| 道意線                                                            | 尼崎市   | 道意町6丁目  | 道意町交差点              |
| 国道43号                                                          | 尼崎市   | 西向島町     | 出屋敷交差点 / 終点       |

### 交差する鉄道
- 阪神武庫川線

### 沿線
- ららぽーと甲子園
- 武庫川女子大学薬学部 浜甲子園キャンパス
- 西宮市立西宮東高等学校
- 西宮市立浜甲子園中学校
- 西宮市立鳴尾東小学校
- 阪神武庫川線 東鳴尾駅
- 武庫川河川敷緑地
- 元浜緑地